# Og det var Danmark...
Og det var Danmark... er en satirisk stribe tegnet af Morten Ingemann. Striben vandt Bassernes og Ekstra Bladets "Stribejagten" i 2004 og har siden haft en fast plads på bagsiden af Ekstra Bladet.
| Taleboble | Spire Denne tegneserieartikel er en spire som bør udbygges. Du er velkommen til at hjælpe Wikipedia ved at udvide den. |